# Justin Jefferson
Justin Jamal Jefferson (geboren am 16. Juni 1999 in St. Rose, Louisiana) ist ein US-amerikanischer American-Football-Spieler auf der Position des Wide Receivers. Er spielte College Football für die Louisiana State University und gewann mit den LSU Tigers das College Football Playoff National Championship Game. Seit 2020 steht er bei den Minnesota Vikings in der National Football League (NFL) unter Vertrag.

## College

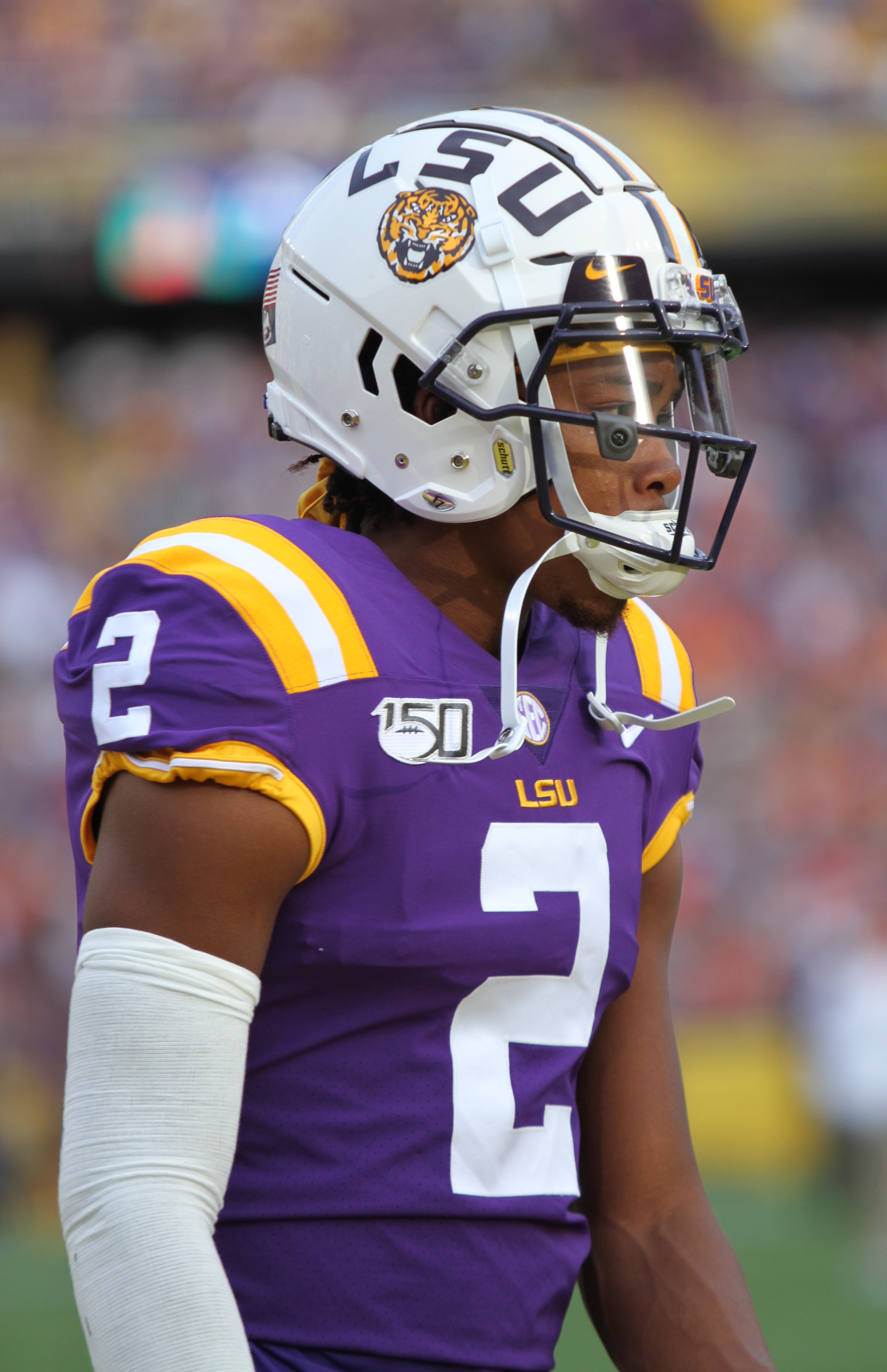
Jefferson bei den LSU Tigers (2019)

Jefferson ging in Destrehan, Louisiana, auf die Highschool. Seine Highschool-Leistungen im Football fanden wenig Beachtung, erst kurz vor Beginn des Trainingscamps bekam Jefferson einen Platz an einem College, der Louisiana State University. Er spielte dort von 2017 bis 2019 für die LSU Tigers in der NCAA Division I FBS College Football. Zuvor hatten bereits seine beiden älteren Brüder für die LSU gespielt. Nachdem Jefferson in seiner ersten Saison noch auf kaum Einsatzzeit gekommen war, war er in seiner Sophomore-Saison mit 875 Yards Raumgewinn im Passspiel in dieser Kategorie der erfolgreichste Spieler in seinem Team. In seiner dritten Saison am College spielte er im Slot, nachdem er zuvor als Outside-Receiver zum Einsatz gekommen war.
Dabei stellte Jefferson mit 111 gefangenen Pässen die landesweite Bestmarke auf und fing Pässe für 1580 Yards sowie 18 Touchdowns. Nur sein Teamkollege Ja’Marr Chase konnte mehr gefangene Yards und Touchdowns verzeichnen. Hinter Chase war Jefferson auch der Receiver mit den zweitmeisten Receiving Yards für LSU in einer Saison. Sein bemerkenswertestes Spiel hatte er beim Peach Bowl, der in diesem Jahr das Halbfinalspiel zum College Football Playoff National Championship Game war. Beim 63:28-Sieg der LSU Tigers über die Oklahoma Sooners fing Jefferson in der ersten Halbzeit vier Touchdownpässe von Joe Burrow. Anschließend gewann er mit der LSU die nationale College-Meisterschaft gegen Clemson. Am 15. Januar 2020 gab Jefferson bekannt, auf ein mögliches viertes Jahr am College zu verzichten und sich für den NFL Draft anzumelden. Dabei wurde er von den meisten Experten als später Erstrundenpick angesehen.

## NFL
Jefferson wurde im NFL Draft 2020 an 22. Stelle in der 1. Runde von den Minnesota Vikings ausgewählt. In Minnesota sollte er den Abgang von Stefon Diggs kompensieren. Die Vikings hatten den Pick, mit dem sie Jefferson auswählten, im Rahmen des Trades von Diggs zu den Buffalo Bills erhalten. Jefferson konkurrierte zu Beginn seiner Rookiesaison mit Olabisi Johnson um die Rolle als Nummer-2-Receiver neben dem etablierten Adam Thielen. Nachdem er zuerst etwas weniger Spielzeit als Johnson gesehen hatte, wurde er ab dem 3. Spieltag als Starter eingesetzt. Bei der 30:31-Niederlage gegen die Tennessee Titans fing Jefferson sieben Pässe für 175 Yards und einen Touchdown. Gegen die Atlanta Falcons erzielte er 166 Yards Raumgewinn und zwei Touchdowns bei neun gefangenen Pässen. Beim Monday-Night-Spiel gegen die Chicago Bears am 10. Spieltag fing Jefferson acht Pässe für 135 Yards und hatte damit zum vierten Mal über 100 Receiving Yards in einem Spiel. Damit egalisierte er den Rekord von Randy Moss für die meisten Spiele mit über 100 Yards als Rookie bei den Vikings.
Nach Moss war Jefferson der zweite Rookie der Vikings mit über 1000 Receiving Yards. Er wurde in den Pro Bowl gewählt. Im letzten Saisonspiel gegen die Detroit Lions übertraf Jefferson den Rekord von Anquan Boldin für die meisten Receiving Yards eines Rookies (1377 Yards). Jefferson beendete seine erste Spielzeit in der NFL mit 1400 Yards Raumgewinn im Passspiel und sieben Touchdowns.
In seiner zweiten NFL-Saison wurde Jefferson erneut in den Pro Bowl gewählt. Im November wurde er als NFC Offensive Player of Month ausgezeichnet, für seine Leistung beim Spiel gegen die Green Bay Packers am elften Spieltag mit acht gefangenen Pässen für 169 Yards und zwei Touchdowns erhielt er die Auszeichnung als NFC-Offensivspieler der Woche. Er fing insgesamt 108 Pässe für 1616 Yards und zehn Touchdowns, damit verpasste er den Franchiserekord von Moss für die meisten Receiving-Yards eines Spielers der Vikings in einer Saison nur um 16 Yards. Mit 3016 Yards Raumgewinn in seinen ersten beiden Spielzeiten stellte Jefferson einen neuen NFL-Rekord auf.
Am ersten Spieltag der Saison 2022 erzielte Jefferson mit neun gefangenen Pässen für 184 Yards und zwei Touchdowns beim 23:7-Sieg über die Green Bay Packers einen neuen Karrierehöchstwert in erzielten Yards Raumgewinn. Anschließend verzeichnete er gegen die Philadelphia Eagles und die Detroit Lions zwei unauffällige Spiele mit insgesamt lediglich 62 Yards, bevor er ab Woche 4 gegen die New Orleans Saints (147 Yards) wieder wesentlich erfolgreicher war. In Woche 10 fing Jefferson zehn Pässe für 193 Yards und einen Touchdown und stellte damit einen neuen persönlichen Bestwert in gefangenen Yards auf. Beim 33:30-Sieg nach Overtime über die Buffalo Bills spielte er eine wesentliche Rolle beim Sieg der Vikings, die zwischenzeitlich um 17 Punkte in Rückstand geraten waren. Jeffersons Catch im vierten Viertel bei 4th & 18 für 32 Yards Raumgewinn, der die Aufholjagd der Vikings am Leben erhielt, wurde im Anschluss an das Spiel mehrfach als einer der besten Catches aller Zeiten bezeichnet. Mit diesem Spiel knackte er acht Spiele vor Saisonende als dritter Spieler nach Randy Moss (4164 Yards) und Odell Beckham Jr. (4123 Yards) in der NFL-Geschichte innerhalb von drei Saisons die Marke von 4000 Receiving-Yards. Er wurde im November als NFC Offensive Player of the Month ausgezeichnet. Bei der Niederlage gegen die Detroit Lions am vierzehnten Spieltag stellte Jefferson mit 11 Catches für 223 Yards Raumgewinn einen neuen Franchiserekord bei den Vikings für die meisten Yards Raumgewinn im Passspiel in einer Partie der Regular Season auf (zuvor Sammy White, 210 Yards, Saison 1976). Er wurde zum dritten Mal in Folge in den Pro Bowl gewählt. Mit 128 gefangenen Pässen für 1809 Yards führte Jefferson die Liga in beiden Statistiken an, damit stellte er auch jeweils neue Rekorde bei den Vikings auf, die zuvor Cris Carter und Randy Moss gehalten hatten. Von Associated Press wurde Jefferson einstimmig in das All-Pro-Team gewählt. Zudem wurde er mit dem NFL Offensive Player of the Year Award als bester Offensivspieler der Saison ausgezeichnet.
Im April 2023 zogen die Vikings die Fifth-Year-Option von Jeffersons Rookievertrag. Am fünften Spieltag der Saison 2023 zog Jefferson sich eine Oberschenkelverletzung bei der Partie gegen die Kansas City Chiefs zu, wegen der er die nächsten sieben Spiele verpasste. Dennoch erreichte er mit 1074 Yards Raumgewinn auch in dieser Saison die 1000-Yards-Marke, womit ihm das als viertem Spieler in der Geschichte der Vikings in vier aufeinanderfolgenden Spielzeiten gelang.
Mit 5899 Yards gelangen Jefferson über 400 Yards mehr als jedem anderen Spieler in seinen ersten vier NFL-Spielzeiten, seine 98,3 Yards Raumgewinn pro Spiel sind Bestwert unter Spielern mit mindestens 50 bestrittenen Spielen. Im Juni 2024 einigte er sich mit den Vikings auf eine Vertragsverlängerung um vier Jahre bis 2028 im Wert von 140 Millionen US-Dollar, was ihn zum bestbezahlten Nicht-Quarterback der Liga machte. Die Saison 2024 brachte ihm seine vierte Pro-Bowl-Nominierung sowie seine zweite Wahl in das All-Pro-Team ein. Jefferson fing 103 Pässe für 1533 Yards und 10 Touchdowns, damit gelangen ihm die zweitmeisten Receiving-Yards der Saison. Er zog mit dem Rekord von Lance Alworth für die wenigsten Spiele bis zum Erreichen der 6000-Yards-Marke gleich (62 Spiele) und erreichte als erster Spieler der NFL-Geschichte über 7000 Yards in seinen ersten fünf Spielzeiten in der Liga.

### NFL-Statistiken
| 2020                               | Minnesota Vikings | 16 | 14 | 88  | 1400 | 15,9 | 71 | 7  | 1 | 0 |
| 2021                               | Minnesota Vikings | 17 | 17 | 108 | 1616 | 15,0 | 56 | 10 | 1 | 1 |
| 2022                               | Minnesota Vikings | 17 | 17 | 128 | 1809 | 14,1 | 64 | 8  | 0 | 0 |
| 2023                               | Minnesota Vikings | 10 | 9  | 68  | 1074 | 15,8 | 52 | 5  | 1 | 1 |
| 2024                               | Minnesota Vikings | 17 | 17 | 103 | 1533 | 14,9 | 97 | 10 | 1 | 0 |
| Total                              | Total             | 77 | 74 | 495 | 7432 | 15,0 | 97 | 40 | 4 | 2 |
| Quelle: pro-football-reference.com |                   |    |    |     |      |      |    |    |   |   |

## Trivia
Jefferson ist bekannt für seinen Touchdownjubel, den Griddy, eine Tanzbewegung. Der Griddy wurde von einem Freund seines College-Teamkollegen Ja’Marr Chase entwickelt, von Chase und Jefferson bereits am College bei den LSU Tigers verwendet und durch Jefferson ab 2020 auch in der NFL bekannt gemacht (der ein Jahr jüngere Chase kam erst 2021 in die Liga).